# 141
141（一百四十一）是140與142之間的自然數。

## 在數學中
- 合數，正因數有1、3、47和141。
質因數分解為{\displaystyle 3\times 47}。
- 虧數，真因數和為51，虧度為90。
- 第97個不尋常數，大於平方根的質因數為47。前一個為139、下一個為142。
- 第46個半質數。前一個為134、下一個為142。
- 第87個無平方數因數的數。前一個為139、下一個為142。
- 第62個十进制的等數位數。前一個為139、下一個為142。
- {\displaystyle 141\times 2^{141}+1} 是第二個卡倫質數
- 迴文數
- 中心十四邊形數
- 七角星數
- 四十八邊形數
- 十一边形數

## 在人類文化中
在香港也指一樓一（因141 = One Four One，而 Four 和 Floor 讀音相近）。
香港政治人物、人民力量成員劉嘉鴻的外號，因他在2011年香港區議會選舉中得141票。